# Захожье (Ленинградская область)
Захожье — упразднённая деревня на территории Никольского городского поселения Тосненского района Ленинградской области. В настоящее время на её территории находится СНТ «Захожье».

## История
В «Переписной окладной книге Водской пятины» 1500 года, вслед за деревней «на Тосной у Невы» (устье реки Тосны, нынешний город Отрадное), упоминаются две смежные деревни «Захожаи» и «за Хожаи» в Спасском Городенском погосте Ореховского уезда.
На карте Санкт-Петербургской губернии прапорщика Н. Соколова 1792 года поселение обозначено как М. Захонье.
На картах окружности Санкт-Петербурга А. М. Вильбрехта и майора Теслева 1810 года — как Захонья.
На карте Российской Империи 1816 года деревня обозначена как Захонье.
На топографической карте Санкт-Петербургской губернии 1834 года — как Захожье. На той же карте обозначены три дороги, соединяющие Захожье с Войтолово, Ивановской и поселениями на нынешней территории города Никольское.

ЗАХОЖЬЕ — деревня принадлежит статскому советнику Фёдору Дубянскому, число жителей по ревизии: 42 м. п., 46 ж. п. (1838 год)

Число жителей деревни по X-ой ревизии 1857 года: 70 м. п., 74 ж. п..

ЗАХОЖЬЕ — деревня владельческая при колодцах, число дворов — 29, число жителей: 70 м. п., 74 ж. п. (1862 год)

Согласно подворной переписи 1882 года в деревне проживали 33 семьи, число жителей: 83 м. п., 93 ж. п.; разряд крестьян — удельные.
Сборник Центрального статистического комитета описывал её так:

ЗАХОЖЬЯ (ЗАГОЖЬЯ) — деревня бывшая владельческая, дворов — 24, жителей — 157; лавка. (1885 год)

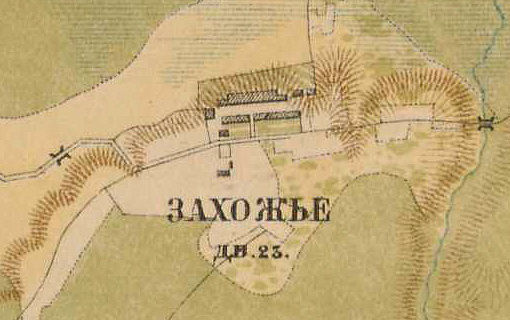
План деревни Захожье. 1885 год

Однако согласно топографической карте 1885 года деревня Захожье состояла из 23 крестьянских дворов. А по данным Материалов по статистике народного хозяйства в Шлиссельбургском уезде от 1885 года, 18 крестьянских дворов в деревне (или 55 % всех дворов), занимались молочным животноводством.
В конце XIX — начале XX века деревня административно относилась к Никольской волости 2-го земского участка 1-го стана Шлиссельбургского уезда Санкт-Петербургской губернии.
Согласно военно-топографической карте Петроградской и Новгородской губерний издания 1917 года, деревня Захожье состояла из 25 дворов. В деревне находилась мыза.
С 1917 по 1921 год деревня Захожье входила в состав Захожского сельсовета Никольской волости Шлиссельбургского уезда.
С 1922 года в составе Ивановской волости.
С 1923 года в составе Октябрьской волости Ленинградского уезда.
С 1926 года в составе Захожского сельсовета.
С 1927 года в составе Колпинского района.
С 1928 года в составе Никольского сельсовета.
С 1930 года в составе Тосненского района.
По данным 1933 года деревня Захожье входила в состав Никольского сельсовета Тосненского района.

План деревни Захожье. 1941 год

Согласно топографической карте РККА 1941 года деревня насчитывала 70 дворов. К деревне была подведена железнодорожная ветка.
C 1 августа 1941 года по 31 декабря 1943 года деревня находилась в оккупации.
С 1958 года в составе Никольского поселкового совета Тосненского района.
С 1963 года в составе Никольского поселкового совета Тосненского горсовета.
По данным 1966, 1973 и 1990 годов деревня также входила в состав Никольского поссовета.
В областных административных данных 1997 года деревня Захожье в составе Тосненского района отсутствует.

## География
Деревня располагалась в северной части района на автодороге 41К-849 (подъезд к дер. Захожье).
Расстояние до административного центра поселения — 8 км.
Деревня находилась к востоку от реки Тосна, у истока, впадающего в Неву, Святновского ручья.